# 밥 크로즈비
조지 로버트 "밥" 크로즈비(영어: George Robert "Bob" Crosby, 1913년 8월 23일 ~ 1993년 3월 9일)는 미국의 가수, 작사가, 지휘자, 배우이다. 미국의 가수이지 배우인 빙 크로즈비의 남동생인 그는 1931년 가수로 첫 데뷔하였고 이듬해 1932년 뮤지컬 배우로 데뷔하였으며 1936년 영화 《Collegiate》로 영화 배우로도 데뷔하였다.
그는 보통적으로 대한민국 국내에서는 친형 빙 크로즈비가 오리지널로 부른 《Autumn leaves》라는 영어 노래 작품을 리메이크하여 히트한 가수로도 널리 잘 알려져 있다.

## 참여 작품
- 스윙 호텔
- 싸우잰드 치어
- 브로드웨이로 가는 두 장의 티켓
- 지상 최대의 쇼
- 발리로 가는 길